# Vittorio Mibelli
Vittorio Mibelli (Portoferraio; 18 de febrero de 1860-Parma; 26 de abril de 1910) fue un médico italiano especializado en dermatología.

## Biografía
Nació en la Portoferraio, la principal ciudad de la pequeña Isla de Elba, el 18 de febrero de 1860, muy joven quedó huérfano, por lo que estuvo bajo la tutela de su tío materno, el profesor Fallashi de la Universidad de Siena. Estudió en Siena, ciudad en la que se licenció en medicina y cirugía a los 21 años, en junio de 1881, ejerciendo como médico residente durante dos años en el Instituto Superior de Florencia. Entre 1883 y 1886 fue médico rural en Viterbo, tras lo cual volvió a Siena. En 1888 se trasladó a Hamburgo, donde trabajó con el dermatólogo Paul Gerson Unna (1850-1929). Tras retornar a Italia, fue nombrado en 1890 profesor asociado y jefe de dermatología en la Universidad de Cagliari. Dos años más tarde se trasladó a la Universidad de Parma, donde ejerció la docencia entre 1900 y 1910.
Su nombre ha pasado a la historia asociado a dos enfermedades que describió en sendos artículos publicados en el Giornale italiano di dermatologia e venereologia (Revista italiana de dermatología y venereología), el angioqueratoma de Mibelli y la poroqueratosis de Mibelli.

## Publicaciones
- «Di una nuova forma di cheratosi angiocheratoma». Giornale italiano di dermatologia e venereologia 30 (1889): 285–301.
- «L'angiocheratoma». Giornale italiano di dermatologia e venereologia 26 (1891): 159–180, 260–276.
- «Contributo alla studio della ipercheratosi dei canali sudoriferi (porokeratosi)». Giornale italiano di dermatologia e venereologia 28 (1893): 313-355.